# Pseudomarsupidium
Pseudomarsupidium es un género de musgos hepáticas del orden Jungermanniales. Comprende 3 especies descritas y aceptadas:

## Taxonomía
El género fue descrito por Theodor Carl Julius Herzog y publicado en Svensk Botanisk Tidskrift 47: 42. 1953. La especie tipo es: P. piliferum (Stephani) Herzog (=Marsupidium piliferum Stephani)

## Especies
- Pseudomarsupidium aureocinctum (R.M. Schust.) J.J. Engel
- Pseudomarsupidium crossii (Spruce) J.J. Engel
- Pseudomarsupidium decipiens (Hook.) Grolle